# 陳其美
陳 其美（ちん きび）は、清末民初の政治家・軍人・革命家。字は英士。中国同盟会に属した革命派の人士。陳果夫・陳立夫兄弟の叔父にあたる。

## 事跡

### 中国同盟会での活動
祖父は郷紳、父の陳延佑は商人の家に生まれる。年少時代は、学問や商業に勤しんだ。1906年（光緒32年）夏、日本に留学し、警察関連の学校に入学する。この時、同時期に日本へ留学していた蔣介石と知り合う。同年冬に中国同盟会に加入し、翌年に東斌学堂で軍事を学んだ。
1908年（光緒34年）、陳其美は帰国し、浙江省や北京・天津で同盟会支部の組織に奔走する。1909年（宣統元年）夏、浙江省で革命派の蜂起を画策したが、仲間の裏切りにより事前に漏れ、失敗した。1910年（宣統2年）からは、上海で『中国公報』・『民声叢報』といった革命派の新聞社を立ち上げている。また、陳其美は革命派の勢力を広げるために、上海の青幇などとの交渉を務めた。1911年（宣統3年）7月、上海に同盟会支部が成立すると、陳其美は庶務部長に任じられた。

### 辛亥革命
同年10月、武昌起義の勃発と共に、陳其美も上海での蜂起を計画し、11月3日に実行に移した。なお、事前に陳其美は上海の立憲派とも協議を妥結するなど、各階層の幅広い支持を得ている。そして、蜂起は成功し、11月6日、陳其美は上海の各層からの推戴を受け、滬軍都督となった。
さらに、陳其美は江蘇省・浙江省などの革命派とも連合して、南京を攻撃し、12月2日、南京を占領した。これにより、南京に孫文を迎え入れ、中華民国の成立に大きく貢献したのである。ただこの間に、権力闘争のため、政敵である陶成章（江蘇省・浙江省の革命派指導者）を暗殺するなどしている。

### 民国時代の活動
1912年（民国元年）3月、袁世凱が臨時大総統に就任すると、唐紹儀内閣の工商総長に就任する。しかし、まもなく唐紹儀が袁世凱と対立して内閣が崩壊したため、陳其美も抗議して辞任する。さらに滬軍都督からも罷免された。1913年（民国2年）7月の二次革命（第二革命）では、陳其美は上海討袁軍総司令に推戴され、19日に上海独立を宣言する。しかし、陸海軍の正規部隊の支持を得られず、9月には敗北し、11月に日本へ亡命した。
1914年（民国3年）7月、東京で中華革命党が成立すると、陳其美もこれに加入し、総務部長に任命された。その後、帰国して袁世凱討伐活動に従事する。1915年（民国4年）2月から、上海で蜂起を画策し、12月5日に挙兵したが、失敗に終わった。1916年（民国5年）からは、護国戦争（第三革命）に呼応して、引き続き上海等で反袁活動を続けた。しかし、資金不足などが原因で活動は停滞する。
同年5月18日、北京政府側の軍人である張宗昌が放った刺客により、陳其美は暗殺された。享年40（満39歳）。